# Korgan
Korgan è una città della Turchia, centro dell'omonimo distretto della provincia di Ordu.
Korgan dista 73 chilometri da Ordu.